# Enoch Mankayi Sontonga

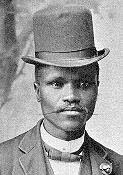
Enoch Mankayi Sontonga

Enoch Mankayi Sontonga (* 1872 oder 1873 in Uitenhage; † 18. April 1905 in Johannesburg) war ein südafrikanischer Missionslehrer. Er ist der Komponist des politischen Liedes Nkosi Sikelel’ iAfrika, das ein maßgeblicher Bestandteil der seit 1996 gültigen Nationalhymne Südafrikas geworden ist.

## Leben
Enoch Mankayi Sontonga wurde in eine Xhosa-Familie im damaligen britischen Kapland geboren. Seine Bildung erhielt er an einer Schule der Lovedale-Mission, später der methodistischen Missionsschule von Nancefield (nahe dem heutigen Soweto). Innerhalb der Methodistenmission war er als Lehrer tätig, zu seinen Aufgaben gehörte auch die Chorleitung. Nebenbei war er als Fotograf tätig.
Sontonga heiratete Diana Mgqibisa († 1929 in Johannesburg), Tochter eines prominenten Würdenträgers der Afrikanisch-bischöflichen Methodistenkirche (African Methodist Episcopal Church).
Im Jahr 1897 schrieb er den ersten Vers mit Refrain des Liedes Nkosi Sikelel’ iAfrika und komponierte dazu die Melodie. 1899 wurde es erstmals anlässlich der Ordination des Reverend Boweni gesungen. Es beeindruckte die Menschen sehr und wurde schnell populär. Dem Lied wurden bis 1923 sieben Strophen aus der Feder des Schriftstellers Samuel Edward Krune Loliwe Ngxekengxeke Mqhayi zugefügt. Bei der ersten Zusammenkunft des South African Native National Congress (SANNC), des Vorläufers des African National Congress (ANC), wurde es am 8. Januar 1912 nach einem gemeinsamen Gebet zum Schluss der Veranstaltung gesungen. 1925 wurde es zur offiziellen Hymne des ANC.

## Tod und Grabstätte
Bei seinem Tod im 33. Lebensjahr hinterließ er eine Frau und einen gemeinsamen Sohn. Nachdem der genaue Ort lange nicht bekannt war, wurde sein Grab auf dem Friedhof von Braamfontein, heute ein Ortsteil Johannesburgs, lokalisiert. Es wurde am 24. September 1996, dem Tag des Kulturerbes, zum nationalen Denkmal erklärt und durch Nelson Mandela als Enoch Sontonga Memorial feierlich eingeweiht. Anlässlich dieser Würdigung erhielt Sontonga posthum den von seiner Enkelin entgegengenommenen Südafrikanischen Verdienstorden in Gold.

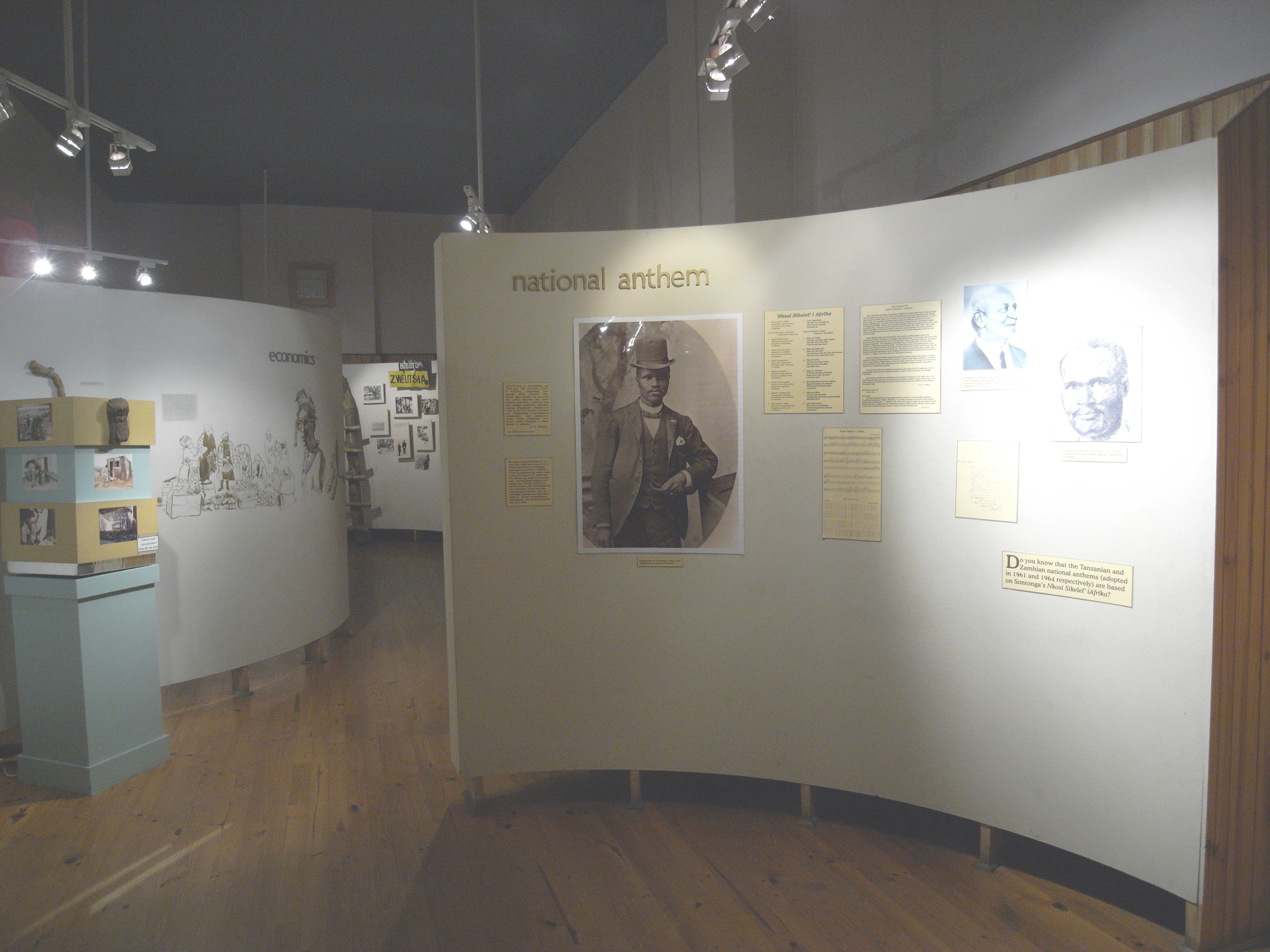
Ausstellung über die Hymne und ihren Schöpfer im Amathole-Museum

Die Todesannonce in Imvo Zabantsundu (deutsch: „Afrikas Meinung“) vom 27. Juni 1905 enthielt folgenden Text:

„SONTONGA, E. Johannesburg. On 18 April 1905 ENOCH M. SONTONGA passed away. He was not sick this time. He, however, suffered at times from stomach ache to the extent that he would predict that these were his last days on this earth. One Sunday he requested to take a photograph of his wife. The wife refused because she was suffering a toothache that particular day. This young man was a composer for the Church of Rev. P.J. Mzimba at one location in Johannesburg. He was also a photographer and a lay preacher. He is survived by his wife and one child. He was born in Uitenhage and was 33 years old.“

Einer der Themenbereiche der ständigen Ausstellung über das Xhosa-Volk im Amathole-Museum in King William’s Town stellt die Verdienste Sontongas dar.